# Acaulimalva
Acaulimalva – rodzaj roślin z rodziny ślazowatych (Malvaceae). Obejmuje 19 gatunków występujących w Andach. 

## Systematyka
Pozycja systematyczna według APweb (aktualizowany system APG III z 2009)
Rodzaj z plemienia Malveae z podrodziny Malvoideae z rodziny ślazowatych (Malvaceae). 
Wykaz gatunków
- Acaulimalva alismatifolia (K.Schum. & Hieron.) Krapov.
- Acaulimalva betonicifolia (Hill) Krapov.
- Acaulimalva crenata (Hill) Krapov.
- Acaulimalva dryadifolia (Solms) Krapov.
- Acaulimalva engleriana (Ulbr.) Krapov.
- Acaulimalva glandulifera Krapov.
- Acaulimalva hillii Krapov.
- Acaulimalva nubigena (Walp.) Krapov.
- Acaulimalva oriastrum (Wedd.) Krapov.
- Acaulimalva parnassiifolia (Hook.) Krapov.
- Acaulimalva purdiaei (A.Gray) Krapov.
- Acaulimalva purpurea (Hill) Krapov.
- Acaulimalva rauhii (Hochr.) Krapov.
- Acaulimalva rhizantha (A.Gray) Krapov.
- Acaulimalva richii (A.Gray) Krapov.
- Acaulimalva steinbachii Krapov.
- Acaulimalva stuebelii (Hieron.) Krapov.
- Acaulimalva sulphurea Krapov.
- Acaulimalva weberbaueri (Ulbr.) Krapov.